# Ivan Kolev (general)
Ivan Kolev Stoyanov (en búlgaro: Иван Колев Стоянов) (15 de septiembre de 1863 en Banovka - 29 de julio de 1917 en Viena) fue un teniente general búlgaro y distinguido comandante de caballería durante la Primera Guerra Mundial.

## Biografía
Ivan Kolev nació en el pueblo de Banovka, en el sur de Besarabia, entonces parte de Rumania, fundado por refugiados búlgaros de Tracia y situado a unos 25 kilómetros al este de Bolhrad. Ivan recibió su educación primaria en su lugar de nacimiento y desde 1875 continuó estudiando en la Escuela Secundaria Bolhrad, donde se graduó en 1882. Después de esto, quería convertirse en maestro en Banovka, pero su solicitud fue rechazada y, en cambio, Kolev se convirtió en empleado en el municipio local.
En 1884, se mudó a Sofía, donde trabajó como subsecretario del Tribunal de Distrito de Sofía y pronto fue ascendido a secretario. Un año más tarde, Iván participó en la defensa de la unificación del Principado de Bulgaria y la provincia de Rumelia Oriental como voluntario en la Legión de Estudiantes durante la Guerra Serbo-Búlgara.
El 14 de enero de 1886 fue admitido en la Escuela Militar de Sofía y, debido a sus altas notas, el joven cadete fue destinado a estudiar en la sección de artillería. Esto, sin embargo, no lo satisfizo ya que a Iván le gustaba montar a caballo y declaró que dejaría el servicio militar a menos que lo asignaran a la caballería. Kolev finalmente obtuvo lo que había deseado, se graduó en la Escuela Militar el 27 de abril de 1887 como teniente y fue asignado al Tercer Regimiento de Caballería. El 18 de mayo de 1890 fue ascendido a primer teniente y, tras completar los exámenes necesarios, fue admitido en la Academia Militar de Turín a principios de 1892.
El 2 de agosto de 1894, Kolev fue ascendido a rotmister y regresó a Bulgaria después de haberse graduado con éxito en Italia. Poco después, fue asignado como oficial al Estado Mayor General del ejército búlgaro y dio una conferencia a los oficiales en la escuela de caballería sobre historia militar. Siguiendo su iniciativa, los oficiales de caballería más jóvenes realizaron cursos especiales de caballería y se organizaron las primeras carreras de caballos del ejército. Durante el otoño de 1898, asistió a maniobras del ejército en Rumania y, en 1904, fue ascendido a teniente coronel.
En 1907, Kolev fue enviado a entrenar en el ejército austríaco y fue asignado al 7.º Regimiento de Uhlan en Pardubice. En 1908, regresó a Bulgaria, fue ascendido a coronel y asignado para comandar el Regimiento de Caballería de la Guardia de Vida de Su Majestad, la unidad de caballería de élite del ejército y la unidad de escolta de honor del monarca búlgaro.

### Guerras de los Balcanes (1912-1913)
Al comienzo de la Primera Guerra de los Balcanes, Ivan Kolev se desempeñaba como jefe de personal del área fortificada de Yambol y en noviembre de 1912 fue temporalmente jefe de personal del Tercer Ejército. Durante la segunda guerra de los Balcanes, se desempeñó como jefe de personal del Quinto Ejército. El 2 de agosto de 1915, Kolev fue ascendido a general de división.

### Primera Guerra Mundial
Durante la Primera Guerra Mundial, se desempeñó inicialmente como comandante de la 10.ª División de Infantería, pero pronto regresó a la caballería cuando el 8 de mayo de 1916 recibió el mando de la 1.ª División de Caballería y unos días después fue nombrado inspector general de caballería. Estos pasos fueron tomados por el alto mando búlgaro como medida de precaución contra una posible amenaza de Rumania. En vista de esto, el general Kolev inició una reforma general de su división de caballería y además de la atención que dedicó al estado físico y moral de los soldados y caballos, también introdujo escuadrones de ametralladoras desmontadas y aumentó el número de cañones en las baterías de la división. a seis En julio, se ordenó al comandante y su división que se unieran al Tercer Ejército búlgaro y tomaran posiciones cerca de la frontera de Dobrudja.
Rumania declaró la guerra e invadió Austria-Hungría el 27 de agosto de 1916. Bulgaria respondió declarando la guerra a Rumania el 1 de septiembre e iniciando la primera gran ofensiva planificada de las potencias centrales durante la campaña rumana. La operación fue confiada al Tercer Ejército búlgaro bajo el mando del general Stefan Toshev y el mariscal de campo August von Mackensen. Se ordenó al general Kolev que cortara las comunicaciones entre Dobrich y Silistra para ayudar en el asalto del ala izquierda del ejército a la importante fortaleza de Tutrakan. La división logró esta tarea con relativa facilidad cuando capturó el pueblo de Kurtbunar el 2 de septiembre. Luego, el general Kolev derrotó un contraataque de partes de la 19.ª División rumana en las aldeas de Kochmar y Karapelit, creando así la posibilidad de que su división rodeara Dobrich desde el noreste. Ante esta amenaza, el comandante de la 19.ª División ordenó la evacuación de la localidad que entonces estaba ocupada por las fuerzas búlgaras. Así, el general Kolev y su división habían hecho su parte para la victoria búlgara en Tutrakan el 6 de septiembre. Ese día, la división reanudó su tarea de proteger el flanco de las fuerzas en Tutrakan; mientras que en Dobrich, el ala derecha del Tercer Ejército búlgaro fue atacada por las fuerzas superiores del XLVII Cuerpo ruso y la 19.ª División rumana. El 7 de septiembre, el sonido del fuego de artillería llegó a la división de caballería y obligó al general Kolev a informarse sobre la situación. Después de recibir la información de que las fuerzas búlgaras estaban superadas en número y en gran peligro de ser derrotadas, decidió actuar sin órdenes directas del general Toshev y ayudar a la 6.ª División búlgara en Dobrich. Esta decisión resultó crucial para evitar un desastre en el ala derecha del Tercer Ejército, ya que permitió que la 1.ª División de Caballería apareciera y atacara el flanco de la División serbocroata en un punto crítico de la Batalla de Dobrich, forzando la retirada de esa división que a su vez provocó la retirada de todas las demás fuerzas rusas y rumanas. Después de esta victoria, los búlgaros continuaron persiguiendo a sus oponentes en retirada y una vez más los derrotaron en la línea del lago Oltina - Cara-Omer - Mangalia y llegaron a la línea fortificada de Cobadin.
El general Kolev lideró su división en la Primera Batalla de Cobadin, pero a pesar de sus esfuerzos los búlgaros se vieron obligados a suspender su ataque debido a las pérdidas y el agotamiento que habían sufrido durante las casi tres semanas de lucha continua. Esto permitió a los rumanos y rusos, por primera vez desde el comienzo de la campaña, tomar la iniciativa y preparar una gran ofensiva destinada a la destrucción del Tercer Ejército búlgaro. Para lograrlo, concentraron una fuerza de 124 batallones de infantería, 89 baterías de artillería y 31 escuadrones de caballería que se suponía que atacarían y penetrarían las líneas búlgaras mientras el Tercer Ejército rumano cruzaba el Danubio en Flămânda y avanzaba por la retaguardia. Los búlgaros también consolidaron su posición cuando la 25ª División otomana y la división de caballería del general Kolev tomaron los pueblos de Amzacea y Perveli (ahora Moşneni) el 24 de septiembre.
Las acciones y el ejemplo personal del general Kolev le ganaron el respeto de sus superiores y, el 30 de septiembre de 1916, el mariscal de campo Mackensen llegó al cuartel general de la división de caballería para otorgarle personalmente la Cruz de Hierro alemana en nombre del Kaiser Wilhelm II. El mariscal de campo, que también era soldado de caballería, elogió las acciones del general Kolev como prueba de que la caballería aún podía vencer a la infantería en el campo a pesar de la opinión opuesta que prevalecía entre los destacados comandantes de caballería alemanes. Mackensen también advirtió al general de la esperada ofensiva rumana y rusa y le aconsejó actuar "siempre hacia adelante y hacia los lados". Más tarde ese día, el cuartel general del Tercer Ejército confirmó las advertencias y envió refuerzos a la división de caballería.
El 1 de octubre comenzó la esperada ofensiva con el grueso de sus ataques dirigidos contra la 25ª División otomana y la división de caballería búlgara. El general Kolev una vez más defendió con éxito sus posiciones contra toda una división de infantería rumana apoyada por otra división de caballería rusa. Sin embargo, a pesar de sus esfuerzos y superioridad numérica, los rumanos y los rusos no lograron el éxito en la Batalla de Amzacea y su ofensiva fracasó dejando la iniciativa una vez más en manos de los búlgaros y sus aliados. Durante unos diez días durante los intensos combates, el general Kolev permaneció al frente de la batalla, a menudo en las trincheras, donde estuvo expuesto a fuertes lluvias y bajas temperaturas que comenzaron a afectar su salud.
El 19 de octubre, las Potencias Centrales iniciaron el decisivo segundo intento de romper la Línea Fortificada Aliada de Cobadin. El ala derecha de las fuerzas tenía la tarea de dar el golpe decisivo, pero su asalto inicial logró poco. Sólo la división de caballería del general Kolev, reforzada con unidades de infantería, disfrutó una vez más de un éxito algo mayor. Fue en esta difícil situación cuando la caballería demostró la ventaja de su movilidad y logró vencer el intenso fuego enemigo el 20 de octubre. Rompiendo la línea defensiva principal, el general Kolev hizo retroceder a los rumanos y rusos hacia el importante pueblo de Topraisar y amenazó su flanco. Esto y el éxito del ala izquierda de los Poderes Centrales, las fuerzas aliadas hicieron insostenibles las posiciones aliadas y pronto iniciaron una retirada general. Siguiendo sus órdenes, el general Kolev comenzó su persecución casi de inmediato, derrotó a los rumanos y rusos que se retiraban en Constanţa y entró en la vital ciudad portuaria. Estos éxitos permitieron al Tercer Ejército búlgaro avanzar unos 80 kilómetros y asumir posiciones defensivas a lo largo de la parte más estrecha de Dobruja entre el Danubio y el Mar Negro, lo que a su vez permitió al Mariscal de Campo Mackensen concentrarse en el cruce del río en Svishtov y las operaciones contra Bucarest que debían llevarse a cabo en conjunto con el 9.º Ejército alemán.
En noviembre, la división de caballería tuvo que sufrir algunos cambios estructurales ordenados por el nuevo comandante del Tercer Ejército, el general Stefan Nerezov, a los que se opuso Kolev. Sin embargo, a pesar de la reducción de su tamaño, la división continuó luchando en Dobruja y terminó la campaña el 4 de enero de 1917 con la captura de Tulcea. A estas alturas, sin embargo, la salud del general había comenzado a declinar y, después de un viaje de batalla de 1000 kilómetros, renunció al mando de su división el 10 de marzo de 1917.
El 28 de julio de 1917, Ivan Kolev fue ascendido a teniente general; en ese momento, estaba recibiendo tratamiento médico en Austria. La enfermedad que había contraído, sin embargo, resultó fatal e Ivan Kolev murió el 29 de julio en Viena. Su cuerpo fue devuelto a Bulgaria y enterrado en Sofía.
Su caballo favorito, Pirin, con el que luchó durante los cuatro meses de la Campaña de Dobruja, se convirtió en una leyenda en el ejército y siguió sirviendo hasta el 21 de mayo de 1925 cuando fue retirado por su vejez (entonces tenía 15 años). Hoy, dos pueblos en el sur de Dobruja, así como numerosas calles en varias ciudades búlgaras, llevan su nombre.

## Condecoraciones
- Orden de la Valentía, grado II y grado III, 1.ª y 2.ª clase
- Orden de San Alejandro, grado III con espadas
- Orden del Mérito Militar, grado IV y V con corona
- Orden al Mérito
- Medalla conmemorativa de la guerra serbio-búlgara de 1885
- Medalla conmemorativa de la subida al trono del príncipe Fernando I en 1887
- Cruz de Hierro Alemana, clase I y II
- Orden de la Corona de Italia, grado IV
- Orden de la Corona de Rumania, grado III
- Orden de San Estanislao, grado II
- Orden del Águila Blanca, grado III
- Estrella de Galípoli ("Media luna de hierro")
- Medalla del 60.º aniversario de Francisco José austrohúngaro